# Ardabil (shahrestan)
Ardabil (persiska: شهرستان اردبيل, Shahrestan-e Ardabil) är en delprovins (shahrestan) i Iran. Den ligger i provinsen Ardabil, i den nordvästra delen av landet. Delprovinsen hade 605 992 invånare 2016.